# Platynoorda atrivittalis
Platynoorda atrivittalis là một loài bướm đêm thuộc họ Crambidae.